# Hartmut Briesenick
Hartmut Briesenick (n. 17 martie 1949, Luckenwalde, Brandenburg, Germania – d. 8 martie 2013, Luckenwalde, Brandenburg, Germania) a fost un atlet ce a reprezentat Republica Democrată Germană, medaliat olimpic. A participat la o ediție a Jocurilor Olimpice (1972) în care a câștigat medalia de bronz în proba de aruncarea greutății.

## Palmares
| An   | Competiție                   | Locație                   | Loc | Note  |
| ---- | ---------------------------- | ------------------------- | --- | ----- |
| 1969 | Jocurile Europene în sală    | Belgrad, Iugoslavia       | 2   | 19,19 |
| 1970 | Campionatul European în sală | Viena, Austria            | 1   | 20,22 |
| 1971 | Campionatul European în sală | Sofia, Bulgaria           | 1   | 20,19 |
| 1971 | Campionatul European         | Helsinki, Finlanda        | 1   | 21,08 |
| 1972 | Campionatul European în sală | Grenoble, Franța          | 1   | 20,67 |
| 1972 | Jocurile Olimpice            | München, Germania de Vest | 3   | 21.14 |
| 1974 | Campionatul European         | Roma, Italia              | 1   | 20,50 |